# Sant Alís (Sant Miquel de la Vall)
Sant Alís fou una església romànica del terme de Sant Miquel de la Vall, annex de l'antic terme d'Aransís, actualment englobat en el de Gavet de la Conca.
Tan sols en queden unes restes que, tanmateix, permeten veure una església d'època romànica. Aquestes restes són prop del barranc de Puig Lliró.